# Java远程方法调用
Java远程方法调用，即Java RMI（Java Remote Method Invocation）是Java编程语言里，一种用于实现远程过程调用的应用程序编程接口。它使客户机上运行的程序可以调用远程服务器上的对象。远程方法调用特性使Java编程人员能够在网络环境中分布操作。RMI全部的宗旨就是尽可能简化远程接口对象的使用。
Java RMI极大地依赖于接口。在需要创建一个远程对象的时候，程序员通过传递一个接口来隐藏底层的实现细节。客户端得到的远程对象句柄正好与本地的根代码连接，由后者负责透过网络通信。这样一来，程序员只需关心如何通过自己的接口句柄发送消息。
接口的两种常见实现方式是：最初使用JRMP（Java Remote Message Protocol，Java远程消息交换协议）实现；此外还可以用与CORBA兼容的方法实现。RMI一般指的是编程接口，也有时候同时包括JRMP和API（应用程序编程接口），而RMI-IIOP则一般指RMI接口接管绝大部分的功能，以支持CORBA的实现。
最初的RMI API设计为通用地支持不同形式的接口实现。后来，CORBA增加了传值（pass by value）功能，以实现RMI接口。然而RMI-IIOP和JRMP实现的接口并不完全一致。
所使用Java包的名字是java.rmi。